# Лісовий фонд України
Лісовий фонд України — сукупність усіх лісів України, незалежно від того, в чиєму користуванні вони перебувають. Власність держави.

За Лісовим кодексом України включає земельні ділянки лісового фонду, а саме:
- лісові (як укриті, так і не вкриті лісовою рослинністю, але підлягають залісненню, а також зайняті лісовими шляхами, просіками, протипожежними розривами);
- нелісові (зайняті спорудами, що пов'язані з веденням лісового господарства, трасами ліній електропередач, продуктопроводів; підземними комунікаціями; сільськогосподарськими угіддями, наданими для потреб лісового господарства; болотами, водоймами у межах земельних ділянок лісового фонду, наданих для потреб лісового господарства).